# De russisk-tyrkiske krige
| Krigene mellem det russiske og osmanniske imperium opstod over en periode på flere hundrede år og omhandlede kontrollen med Balkan, Sortehavet og Kaukasus. Den russiske zars våben t.v. og sultanens våben t.h. |  | Krigene mellem det russiske og osmanniske imperium opstod over en periode på flere hundrede år og omhandlede kontrollen med Balkan, Sortehavet og Kaukasus. Den russiske zars våben t.v. og sultanens våben t.h. |
| Krigene mellem det russiske og osmanniske imperium opstod over en periode på flere hundrede år og omhandlede kontrollen med Balkan, Sortehavet og Kaukasus. Den russiske zars våben t.v. og sultanens våben t.h. |  | |

De russisk-tyrkiske krige, også kaldet de osmannisk-russiske krige var en række af 12 krige, der blev udkæmpet mellem fra 1500-tallet til 1900-tallet. Krigene var blandt de længste militære konflikter i Europas historie. De fleste af krigene endte med katastrofale resultater for det stagnerende osmanniske rige; omvendt var krigene med til at rejse Zar-rusland og Det russiske kejserrige til at blive en betydende europæisk stormagt efter Peter den Stores modernisering af Rusland i begyndelsen af 1700-tallet.

## Konfliktens begyndelse (1568–1768)

### Før Peter den Store
Den første russisk-tyrkiske krig udbrød efter den russiske zar Ivan den Grusommes erobring af Kasan-khanatet og Astrakhan-khanatet. Den osmanniske sultan Selim 2. forsøgte af presse russerne ud af områderne omkring nedre Volga ved at sende et militært ekspeditionskorps til Astrakhan i 1569. Det tyrkiske felttog endte i katastrofe for den osmanniske hær, der ikke var i stand til at indtage Astrakhan og som næsten blev udslettet på stepperne, ligesom den osmanniske flåde led nederlag i Azovhavet. Fredstraktaten mellem de stridende parter cementerede Ruslands erobringer ved Volga, men tillod osmannerne at beholde en række handelsrettigheder. Osmannerrigets vasal Krim-khanatet fortsatte sin ekspansion mod Zar-Rusland, men blev besejret ved slaget ved Molodi i 1572.
Den næste konflikt mellem Rusland og tyrkerne begyndte hundrede år senere som led i rivalisering over områderne i det, der i dag udgør Ukraines territorium. Mens Rusland erobrede territorierne i Ukraine på venstresiden (østsiden) af floden Dnepr efter den Russisk-polske krig (1654-1667), erobrede Det Osmanniske rige under den Polsk-osmanniske krig (1672-1676) områderne i Ukraine på højresiden (vestsiden) af Dnepr med støtte fra sin vasal Petro Dorosjenko. Sidstnævntes pro-osmanniske politik skabte utilfredshed blandt mange ukrainske kosakker, der i 1674 valgte Ivan Samojlovitj som eneste Hétman for hele Ukraine. I 1676 opstod en ny konflikt, hvor russiske tropper erobrede Tjigirin og afsatte Dorosjenko, der blev sendt til Rusland i eksil. Den osmanniske hær forsøgte i 1677 forgæves at generobre Tjigirin, men året efter lykkedes det osmannerne at generobre byen i et blodigt slag. Dette blev dog den sidste osmanniske ekspansion mod nordøst. I årene 1679–80 modstod russerne angreb fra krimtatarerne og indgik den 13. januar 1681 en traktat, der fastlagde den russisk-tyrkiske grænse ved Dnepr.

### Peter den Store og tiden efter
I 1684 indgik Det habsburgske monarki, Den polsk-litauiske realunion og Republikken Venedig på initiativ af Pave Innocens 11. en alliance kaldet Den Hellige Liga rettet mod Det Osmanniske riges ekspansion i Europa. Rusland blev en del af den Hellige Liga i 1686.:14  Efter Zar-Ruslands tiltræden til alliancen indledte Rusland krig mod osmannerne, hvorunder den russiske hær drog på felttog mod Krim i 1687 og 1689 og på to felttog mod byen Azov for at opnå adgang til Azovhavet og derved mulighed for adgang til Sortehavet. Efter den Den Hellige Liga i 1699 sejrede i Den store tyrkiske krig, indgik ligaen og osmannerne en fredsaftale med Karlowitztraktaten, der afsluttede den osmanniske dominans i Centraleuropa. Zar-Rusland indgik i 1700 en separat fredsaftale, Konstantinopeltraktaten, med Det Osmanniske rige, der afsluttede krigen mellem Rusland og osmannerne. Med fredsaftalen annekterede Rusland byen Azov og fik derved adgang til Azovhavet. Rusland kunne herefter koncentrere sig om sit forestående opgør mod det svenske imperium.
Efter Ruslands sejr over Sverige og dets allierede ukrainske kosakker i Den Store Nordiske Krig ved Slaget ved Poltava i 1709, lykkedes det Karl 12. at overtale den osmanniske sultan Ahmed 3. til at erklære krig mod Rusland den 20. november 1710, hvilket blev indledningen til en kortvarig krig mellem de to riger. En russisk invasion af det osmannisk kontrollerede Moldavien mislykkedes, og Rusland måtte slutte fred med osmannerne, hvor de tilbagegav Azov og afstod fra indblanding i den Polsk-litauiske realunion mod til gengæld, at osmannerne holdt sig neutrale under den Store Nordiske Krig.
Det russisk-osmanniske forhold fra begyndelsen af 1700-tallet var tillige præget af den hastige tilbagegang for Safavideriget, der grænsede op til begge imperier. Både Rusland og Det osmanniske rige erobrede territorier fra det svækkede Safaviderige; Rusland under Peter den Store erobrede de nutidige områder Dagestan, Aserbajdsjan og det nordlige Iran under den Den russisk-persiske krig (1722-1723) og osmannerne erobrede flere af Safaviderigets territorier i vest, de nutidige områder Armenien, dele af det østlige Anatolien og det vestlige Iran. Erobringerne medførte, at de russiske og osmanniske riger fik yderligere fælles grænse, hvilket skabte yderligere spændinger mellem de to imperier.
Det lykkedes Rusland at skabe sig en gunstig position ved at indgå traktater med Persien i 1732 og 1735, hvor Rusland tilbagegav de erobrede områder i Kaukasus og det nordlige Iran til perserne, hvorved russerne undgik krig mod den persiske shah Nader Shah. Med traktaterne indgik Rusland og Persien en alliance mod Det Osmanniske rige, som Persien også var i krig med. Samtidig lykkedes det Rusland under den Polske Arvefølgekrig (1733–35) at få indsat August 3. som konge af Polen, hvilket styrkede den russiske indflydelse i Den polsk-litauiske realunion. Rusland havde siden 1726 været allieret med Det habsburgske monarki, og efter sejren i Store Nordiske Krig, var den eneste væsentlige fjende tæt på Ruslands vestlige og sydvestlige grænser således osmannerne.
Rusland indledte atter krig i 1736 mod osmannerne forårsaget af vedvarende angreb fra krimtatarerne i Ukraine og i Kaukasus. I maj 1736 invaderede den russiske hær Krimhalvøen og nedbrændte hovedstaden Bakhtjisaraj i Krimkhantatet. I juni indtog den russiske hær igen Azov, og i juli 1737 stormede hæren den osmanniske borg Otjakov, og senere samme måned indtog en russiske hær på 40.000 mand Krim, som de dog måtte forlade igen grundet manglende forsyninger. Østrig tilsluttede sig krigen mod osmannerne i juli 1737, men led militære nederlag. I august 1737 påbegyndtes fredsforhandlinger i Nemirov mellem Rusland, Østrig og osmannerne, men forhandlingerne førte ikke til en løsning. Der var ikke væsentlige kamphandlinger i 1738, hvor den russiske hær måtte forlade bl.a. Otjakov grundet pestudbrud. I 1739 krydsede en russisk hær Dnepr og besejrede en osmannisk hær, og indtog to osmanniske fæstninger. Østrig led imidlertid atter nederlag til osmannerne og indgik en fredstraktat den 21. august. Østrigernes nederlag samt udsigten til en svensk invasion fik Rusland til at indgå en fredaftale med osmannerne den 3. oktober 1739, der bragte krigen til ophør.Russerne opgav ved traktaten deres krav på Krim og Moldavien, men fik lov til at bygge en havn i Azov, dog uden en fæstning og uden ret til at have en flådestyrke i Sortehavet.

## Det Osmanniske Riges tilbagegang (1789–1914)

### Katharina den Store
Efter en grænsetræfning erklærede den osmanniske sultan Mustafa 3. på ny krig mod Rusland den 25. september 1768. Tyrkerne havde indgået en alliance med styrker fra Barkonføderationen, der var imod den russiske indflydelse i Polen, og russerne havde støtte fra Storbritannien, der stillede rådgivere til rådighed for den russiske flåde.
De polske oppositionsstyrker blev besejret af den russiske general Aleksandr Suvorov, der herefter rykkede sin hær sydpå mod osmannerne, hvor han i 1773 og 1774 vandt en række større og mindre slag. Det Osmanniske rige blev i 1770 mødt med en opstand i Grækenland (Orlovoprøret). Den russiske østersøflåde blev sendt til Middelhavet til støtte for den græske opstand, hvor flåden viste sin styrke under Slaget ved Çeşme i juli 1770, hvor den osmanniske flåde blev ødelagt. Osmannerne blev yderligere svækket af opstande i 1771 i Egypten og Syrien.
Den 21. juli 1774 måtte osmannerne indgå en fredsaftale, Küçük Kaynarca-traktaten, der formelt anerkendte Krim-khanatets uafhængighed, der dog i realiteten blev indtaget af Rusland. Rusland modtog krigsskadeerstatning og ubegrænset adgang til havnen i Azov og havnene i Kertj og Jenikale på Kertsj-halvøen på Krim med direkte adgang til Sortehavet. Herudover anerkendte osmannerne Ruslands ret til indblanding i osmanniske forhold, idet Rusland fik ret til at beskytte de kristne i Det osmanniske rige og ret til at intervenere militært i disse områder, såfremt der forekom overgreb mod de kristne.
I 1783 annekterede Rusland Krim-khanatet, og senere på året etbleredes et protektorat i det østlige Georgien ved Georgievskij-traktaten. I 1787 drog kejserinde Katharina den Store på et triumftog gennem Krim sammen med repræsentanter fra andre europæiske hoffer og sin allierede, den tyske kejser Josef 2. Disse begivenheder medførte atter øgede spændinger i forholdet til Konstantinopel og den osmanniske sultan, der anså dem som en krænkelse af flere af Küçük Kaynarca-traktatens bestemmelser. Osmannerne forlangte, at Rusland forlod Krim, hvorefter Rusland erklærede krig i 1787. Osmannerne var dårligt forberedt på krig og var ikke vidende om en russisk-østrigsk alliance. Det lykkedes dog osmannerne at drive østrigerne ud af Mehadia og at indtage Banatet (1789), men i Moldavien havde russerne succes og indtog Iaşi and Khotin. Den osmanniske hær var præget af mytterier og inkompetente generaler, og det lykkedes senere i krigen østrigerne at indtage Beograd. I 1789 lykkedes det en russisk-østrigsk hær under general Suvorov at vinde en knusende sejr over osmannerne under slaget ved Rymnik og i 1790 indtog russerne borgen i Izmail, som osmannerne ellers havde hævdet var “uovervindelig”. Tabet af borgen i Anapa ved Azovhavet var yderligere en katastrofe for osmannerne. Den kun få år gamle russiske Sortehavsflåde påførte under admiral Fjodor Usjakovs kommando den osmanniske flåde en række nederlag og overtog initiativet i Sortehavet.
Sultan Selim 3. ønskede at opnå en militær succes under krigen inden indgåelsen af en fredsaftale, men den osmanniske hærs ringe tilstand gjorde dette vanskeligt. Osmannerne indgik en alliance med Preussen den 31. januar 1790, men modtog ingen hjælp under krigen. Osmannerne måtte herefter den 9. januar 1792 ved Jassytraktaten indgå en fredsaftale med Rusland, hvorved Krim og Ochakov blev overgivet til Rusland, og Dnepr blev grænsen til Europa.

### Konflikter i 1800-tallet
Den amerikanske historiker Gábor Ágoston fremhæver tilskriver en stor del af det osmanniske riges tilbagegang til janitsharnes konservatisme:
På trods af alle skriverier og bestræbelser på modernisering, lykkedes det janitsharerne og deres støtter at sabotere Sultan Selim 3.’s vestligt inspirerede militær og forsøg på reformering af bureaukratiet og økonomien, og endog til sidst at dræbe den “vantro” sultan. Det var først i 1830’erne, at grundlæggende reformer blev foretaget under sultan Mahmud 2., der i 1826 havde nedlagt fjernet janitsharerne - mere end hundrede år siden Peter den Store i Rusland havde afviklet strel'tsy.
I 1806 indledte Det osmanniske rige endnu en krig mod Rusland efter at være opildnet af Napoleons Frankrig. Den seks år lange krig blev udkæmpet samtidig med den russisk-persiske krig, den russisk-svenske krig om Finland og den Fjerde koalitionskrig. På trods heraf lykkedes det i 1811 den russiske hær under general Mikhail Kutuzov at besejre den osmanniske hær ved Donau, hvilket gjorde det muligt at indgå en fordelagtig fredsaftale, der overlod Bessarabien til Rusland. Fredsaftalen blev indgået få måneder inden Napoleon indledte sit felttog ind i Rusland.
Osmannerne havde formået at bevare en nogenlunde militær ligevægt med Rusland indtil den anden halvdel af 1700-tallet, men i 1820’erne var osmannerne ikke i stand til at nedkæmpe oprøret under Den græske uafhængighedskrig i det sydlige Grækenland. De europæiske stormagter besluttede at intervenere og støtte grækerne i selvstændighedskampen. Efter Slaget ved Navarino og Den russisk-tyrkiske krig (1828-1829), hvor russerne gik over Balkanbjergene og indtog Adrianopel, blev osmannerne i 1829 presset til at afslutte krigen ved indgåelse af Adrianopeltraktaten, der gav Rusland en række gevinster. Rusland fik adgang til Donaus udmunding og sultanen anerkendte russisk overhøjhed i Georgien, ligesom fæstningerne Akhaltsikhe og Akhalkalaki i Georgien blev overgivet til russerne. Traktaten gav også alle russiske handelsfartøjer ret til passage gennem Dardanellerne, ligesom Ruslands rolle som de kristne ortodokses beskytter blev cementeret gennem indrømmelse af autonomi til Grækenland og Serbien. Rusland fik endvidere Moldavien og Valakiet i pant, indtil Det Osmanske Rige havde betalt en stor krigsskadeserstatning.
I tiden efter fredsslutningen var Det osmanniske rige fortsat under pres i form af en række oprør i rigets dele. Den osmanniske vicekonge Muhammad Ali Pasha erklærede Egypten uafhængig af osmannerne og oprøret spredte sig til Syrien, og den osmanniske sultan Mahmud 2. måtte søge hjælp hos bl.a. den russiske zar, Nikolaj 1. Rusland fremstod efter sejren over Napoleons hær i 1814 som en afgørende stormagt og sejren i 1829 over osmannerne cementerede denne position. Rusland havde under krigen mod osmannerne været i alliance med Storbritannien og Frankrig, men disse to alliancepartnere så med bekymring på det russiske imperiums ønske om yderlige indflydelse i områder i det svækkede osmanniske imperium for at sikre de russiske flanker mod syd og frygtede russisk dominans i Middelhavet og russisk kontrol over landruterne fra Europa til Britisk Indien. Briterne så også med skepsis mod den russiske ekspansion i Asien og i Fjernøsten, hvor de to imperier kæmpede om indflydelse.
I slutningen af 1840'erne blev spændingerne mellem det russiske og det osmanniske imperium atter øget. I 1853 indledtes nye krigshandlinger, da russiske styrker gik ind i Donaufyrstendømmerne (Moldavien og Valakiet). Osmannerne havde støtte fra Storbritannien og Frankrig, der dog i første omgang ikke intervenerede i krigen. Da russiske flåde imidlertid i november 1853 udraderede den osmanniske flåde under Slaget ved Sinope, fik det Storbritannien og Frankrig til at erklære krig mod Rusland. Den russisk-osmanniske krig blev således udvidet med direkte deltagelse af europæiske stormagter og blev til Krimkrigen. Krigen endte med en katastrofe for Rusland, der ved Freden i Paris måtte indgå en ydmygende fredsaftale.
Krimkrigen udstillede den russiske hærs ineffektivitet og tilbageståenhed i forhold til de vestlige stormagter. Men også osmannerne, der havde kæmpet side om side med de franske og britiske (og sardiske) tropper måtte på trods af sejren konstatere, at den osmanniske hær var tilbagestående og ineffektiv. Krimkrigen medførte igangsættelse af en række reformer i det osmanniske rige, men selv om Det Osmanniske rige opnåede en vis fremgang som følge af disse, var reformerne ikke tilstrækkelige til at stoppe tilbagegangen.
Rusland måtte som følge af nederlaget i Krimkrigen opgive ambitionerne om at erobre den osmanniske hovedstad Konstantinopel, og derved gøre byen kristen igen efter århundreders muslimsk overhøjhed, samt at opnå kontrol med Bosporus. I stedet flyttede Rusland sit fokus mod Balkan. Størstedelen af befolkningen på Balkan var - ligesom russerne - slaviske folkeslag og ortodokse kristne. I Rusland var i 1830 opstået en slavofil bevægelse, der bredte sig til Balkan, hvor den opildnede til pan-slavisme og revolution. Da den osmanniske regering i Konstantinopel forsøgte tiltag til at afværge økonomisk kollaps i riget, udbrød i 1875 på ny en opstand i Hercegovina, der spredte sig til områder i Bosnien, Serbien og Bulgarien. Det kom til egentlig væbnet konflikt mellem oprørerne og den osmanniske hær. I forsøget på at nedkæmpe oprørerne udviste osmannerne stor brutalitet og gennemførte massakrer på den kristne civilbefolkning. De osmanniske massakrer på kristne indbyggere på Balkan opnåede stor opmærksomhed i pressen i Vesteuropa og i USA, og den britiske premierminister William Ewart Gladstone udgav i 1876 en rapport kaldet Bulgarian Horrors and the Question of the East, hvori han i kraftige vendinger kritiserede den osmanniske fremfærd. Også i Rusland så man med alvor på den osmanniske undertrykkelse af de kristne slaviske folkeslag, og uden støtte fra de vestlige stormagter til osmannerne, kunne Rusland i 1877 indlede atter en krig mod osmannerne. Så længe Rusland holdt sig fra Konstantinopel og Bosporus var der fra vesten passiv støtte til det russiske felttog på Balkan. Russerne krydsede Donau og gik over Balkanbjergene og nåede tæt på Konstantinopel. I Kaukasus rykkede russerne frem og indtog Kars.
Den russiske fremrykning, der bragte dem tæt på Konstantinopel og på Bosporus fik briterne til at intervenere i krigen mod sultanens ønske. En stor britisk flådestyrke blev sendt til Marmarahavet (mellem Ægæerhavet og Sortehavet), hvor de ankrede op med udsyn til både sultanens palads i Konstantinopel og til den russiske hær. Den britiske intervention bragte Ruslands fremrykning til ophør og der blev indgået en fredsaftale i San Stefano (nu Yeşilköy i nærheden af Istanbul) den 3. marts 1878. Rusland kunne som den store sejrherre diktere fredsvilkårene, og det Osmanniske Rige accepterede at give afhængighed til Rumænien, Serbien og Montenegro, ligesom Rusland fik tildelt yderligere territorier. Østrig fik kontrol over Bosnien og Bulgarien opnåede fuld autonomi som Fyrstendømmet Bulgarien. Stormagterne var dog ikke tilfredse med fredstraktaten, og i 1878 blev afholdt en ny konference, hvor Fredstraktaten i San Stefano blev omgjort. Det britisk-osmanniske forhold blev forværret, da osmannerne ved Berlinkongressen måtte acceptere, at Cypern blev overgivet til Storbritannien. Sultanen var dog særdeles tilfreds med konferences leder, Otto von Bismarck, der gennemtvang mange indrømmelser fra Rusland. De tætte tysk-osmanniske relationer ville vare ved indtil begge imperiers ophør.
Den russiske ekspansion i 1800-tallet havde som sine primære mål været at støtte uafhængighed i de osmanniske provinser og at lade alle slaviske folkeslag komme under et af Tyrkiet uafhængigt Bulgarien samt at opnå kontrol med de osmanniske dele af Kaukasus. Ved slutningen af århundredet var disse mål opnået: Rumænien, Serbien og Montenegro havde opnået uafhængighed og Bulgarien havde opnået fuld autonomi. Denne succes gav anledning til bekymring hos de øvrige stormager. Efter Berlinkongressen søgte de at bremse den russiske ekspansion gennem kontrol med Bulgariens ekspansion. I Rusland, hvor der i forvejen var animositet over for de vestlige stormagter efter Krimkrigen, var der udbredt skuffelse over modstanden mod Ruslands geopolitiske ønsker. Set fra Ruslands side deltog de øvrige stormagter, særlig Storbritannien og Frankrig, aktivt i en udbredelse af deres imperier, samtidig med, at Østrig-Ungarn blev tilladt en ekspansion i Balkan, hvorimod Ruslands ambitioner ikke kunne imødekommes.

## Enden på krigene (1914–23)
Efter attentatet i Sarajevo og det Østrig-ungarske ultimatum til Serbien eskalerede stormagternes konflikter, og 1. verdenskrig brød ud i juli 1914. Rusland stod med Storbritannien og Frankrig på Ententens side. Ved krigsudbruddet var Det osmanniske rige formelt neutralt. Osmannerne udførte imidlertid den 29. oktober 1914 med tysk støtte et overraskelsesangreb på den russiske flåde og havne i Sortehavet og tilsluttede sig derved Centralmagterne og indtrådte i krigen. Rusland erklærede formelt krig den 2. november 1914. Samme dag som den russiske krigserklæring invaderede den russiske hær Det Osmanniske rige i Kaukasus og rykkede hurtigt frem. Osmannernes mål var at indtage Kars, men osmannernes hær led svære tab mod russerne og måtte trække sig tilbage. Det lykkedes russerne at nå frem til Erzincan. og i 1916 af indtage den strategisk vigtige by Erzurum, hvorved den russiske hør havde erobret hele det vestlige (osmanniske) Armenien. Efter erobringen af Erzurum var der stilstand ved fronterne indtil den Russiske revolution, der tvang Rusland ud af krigen.
Den russiske hærs kollaps efter revolutionerne i 1917 indebar, at der blot var nogle få spredte armenske enheder tilbage til at forsvare sig mod det uundgåelige osmanniske modangreb. Osmannerne, der havde lidt svære tab også i Mellemøsten til britiske og franske styrker omgrupperede og overførte tropper fra Mellemøsten til det, der var tilbage af den osmanniske front mod Rusland. Osmannerne rykkerede frem og i februar 1918 var Osmannerne nået til det oprindelige osmannisk-russiske grænse. Den 3. marts 1918 indgik Centralmagerne med osmannerne og Den russiske sovjetrepublik Brest-Litovsk-freden. Kamphandlingerne fortsatte imidlertid i Kaukasus, hvor osmannerne fortsatte felttoget øst og nordpå i de nyligt selvstændige kaukasiske republikker. Da Centralmagterne led nederlag i november 1918 ophørte også de osmanniske kamphandlinger, og det lykkedes den russiske sovjetrepublik at etablere Sovjetrepublikker i de tre kaukasiske lande (Armenske SSR, Georgiske SSR og Aserbajdsjanske SSR), der blev en del af Sovjetunionen. Den 16. marts 1921 indgik Russiske SFSR og den tyrkiske nationalbevægelses regering Moskva-traktaten, der fastlagde grænsen mellem Tyrkiet og de tre kaukasiske sovjetrepublikker, ligesom traktaten fastslog det venskabelige forhold mellem de to nationer. Traktaten blev suppleret med den næsten identiske Kars-traktat, hvor også de tre kaukasiske republikker deltog.
Det osmanniske rige ophørte i november 1922 og i december 1922 blev Sovjetunionen dannet.

## Liste over krigene
|    | Navn                                                                            | Tidspunkt | Resultat |
| -- | ------------------------------------------------------------------------------- | --------- | --- |
| 1  | Første Russisk-tyrkiske krig                                                    | 1568–1570 | Russisk militær sejr |
| 2  | Anden Russisk-tyrkiske krig                                                     | 1676–1681 | Omdiskuteret |
| 3  | Tredje Russisk-tyrkiske krig (del af Den store tyrkiske krig)                   | 1686–1700 | Sejr til Habsburgerne, Polsk-litauiske realunion, Rusland og Republikken Venedig Karlowitztraktaten og Konstantinopeltraktaten: Rusland opnår besiddelse af Azov og fæstningerne i Taganrog, Pavlovsk og Mius |
| 4  | Fjerde Russisk-tyrkiske krig (Del af Store Nordiske Krig)                       | 1710–1711 | Osmannisk sejr:41 Prut-traktaten og Adrianopeltraktaten (1713): Rusland overgiver Azov til Det Osmanniske rige og nedlægger fæstningerne i Taganrog, Kodak, Novobogoroditskaja og Kamenny Zaton Rusland påtager sig at holde sig uden for forhold, der vedrører den Polsk-litauiske realunion |
| 5  | Femte Russisk-tyrkiske krig (også kendt som Den russisk-østrigsk-tyrkiske krig) | 1735–1739 | Beograd-traktaten: Habsburgerne overlader Kongeriget Serbien med Beograd, den sydlige del af Banatet og det nordlige Bosnien til osmannerne, og andre dele af Banatet (Oltenien) til Valakiet (en osmannisk vasal) og fastsætter en demarkationszone ved floderne Sava og Donau Niš-traktaten: Rusland opgiver sit krav på Moldavien og Bessarabien; Osmannerne tillader ikke-befæstede havne i Azov. |
| 6  | Sjette Russisk-tyrkiske krig                                                    | 1768–1774 | Russisk sejr:744 :205–214 Küçük Kaynarca-traktaten: Osmannerne overgiver Kertj, Enikale, Kabardia og dele af Jedisan til Rusland; Krim-khanatet bliver en russisk vasalstat |
| 7  | Syvende Russisk-tyrkiske krig                                                   | 1787–1792 | Russisk sejr:745 :393–426 Jassytraktaten: Rusland annekterer Özi (området omkring Otjakov) og osmannerne anerkender den russiske annektering af Krim-khanatet |
| 8  | Ottende Russisk-tyrkiske krig                                                   | 1806–1812 | Russisk sejr Bukarest-traktaten (1812): Rusland annekterer Bessarabien |
| 9  | Niende Russisk-tyrkiske krig                                                    | 1828–1829 | Russisk sejr Adrianopel-traktaten (1829): Rusland besætter Donaufyrstendømmerne, osmannerne anerkender græsk uafhængighed |
| 10 | Krimkrigen                                                                      | 1853–1856 | Osmannisk, brtisk og fransk sejr Freden i Paris (1856): gensidig demilitarisering af Sortehavet, Rusland overgiver Moldavien og anerkender de jure osmannisk overhøjhed over Donaufyrstendømmerne |
| 11 | Tiende Russisk-tyrkiske krig                                                    | 1877–1878 | Russisk og allieret sejr De jure uafhængighed for Rumænien, Serbien og Montenegro og de facto uafhængighed til Bulgarien Territorierne omkring Kars og Batumi overgives til Rusland |
| 12 | 1. verdenskrig: - Kampene i Kaukasus                                            | 1914–1918 | Tysk, Østrig-Ungarsk og Osmannisk sejr Brest-Litovsk-freden Moskva-traktaten og Kars-traktaten: Russisk territorium opnået i 1878 givet tilbage til Osmannerne |